# Harare City FC
El Harare City FC es un equipo de fútbol de Zimbabue que juega en la Liga Premier de Zimbabue, la máxima categoría de fútbol en el país.

## Historia
Fue fundado en el año 1989 en la capital Harare con el nombre City of Harare FC por orden municipal como un proyecto para que los empleados municipales tengan una forma de recreación y como el representante municipal en la Harare Social League.
El equipo ha sido muy inestable a lo largo de su historia en los torneos nacionales hasta que en la temporada 2013 ascendieron a la Liga Premier de Zimbabue por primera vez en su historia.

## Participación en competiciones de la CAF
| Temporada | Torneo                       | Ronda      | Club      | Casa | Visita | Global |
| --------- | ---------------------------- | ---------- | --------- | ---- | ------ | ------ |
| 2016      | Copa Confederación de la CAF | Preliminar | AS Adema  | 3-2  | 3-1    | 6-3    |
| 2016      | Copa Confederación de la CAF | 1          | Zanaco FC | 1-2  | 1-3    | 2-5    |